# Mistrovství světa v ledním hokeji 1989
53. Mistrovství světa a 64. mistrovství Evropy se konalo ve Švédsku v Södertälje a Stockholmu ve dnech 15. dubna – 1. května 1989. Osm týmů hrálo systémem každý s každým. Čtyři nejlepší výběry hrály poté ještě jednou každý s každým. Mistrovství vyhrál po 21. v historii výběr SSSR. Hokejisté SSSR se stali zároveň po 26. mistry Evropy. Do tabulky mistrovství Evropy se započítávaly pouze souboje mezi evropskými hokejovými výběry po základní části..

## Výsledky a tabulky

### Základní část
|    |         | URS  | SWE | CAN  | TCH  | FIN | USA  | POL  | GER | V | R | P | Skóre | B  |
| 1. | SSSR    | ***  | 3:2 | 4:3  | 4:2  | 4:1 | 4:2  | 12:1 | 5:1 | 7 | 0 | 0 | 36:12 | 14 |
| 2. | Švédsko | 2:3  | *** | 6:5  | 3:3  | 6:3 | 4:2  | 5:1  | 3:3 | 4 | 2 | 1 | 29:20 | 10 |
| 3. | Kanada  | 3:4  | 5:6 | ***  | 4:2  | 6:4 | 8:0k | 11:0 | 8:2 | 5 | 0 | 2 | 45:18 | 10 |
| 4. | ČSSR    | 2:4  | 3:3 | 2:4  | ***  | 3:1 | 5:0k | 15:0 | 3:3 | 3 | 2 | 2 | 33:15 | 8  |
| 5. | Finsko  | 1:4  | 3:6 | 4:6  | 1:3  | *** | 3:3  | 7:2  | 3:1 | 2 | 1 | 4 | 22:25 | 5  |
| 6. | USA     | 2:4  | 2:4 | 0:8k | 0:5k | 3:3 | ***  | 6:1  | 7:4 | 2 | 1 | 4 | 20:29 | 5  |
| 7. | Polsko  | 1:12 | 1:5 | 0:11 | 0:15 | 2:7 | 1:6  | ***  | 5:3 | 1 | 0 | 6 | 10:59 | 2  |
| 8. | SRN     | 1:5  | 3:3 | 2:8  | 3:3  | 1:3 | 4:7  | 3:5  | *** | 0 | 2 | 5 | 17:34 | 2  |

K = utkání Kanada – USA 8:2 a Československo – USA 5:4 byla pro doping hráče Corey Millena (USA) kontumována ve prospěch Kanady a ČSSR 8:0 resp 5:0.
 Československo –  SRN	3:3	(0:1, 1:2, 2:0)
15. dubna 1989 (12:30) – Stockholm (Globen)

Branky Československa: 32:48 Vladimír Růžička (Antonín Stavjaňa, Bedřich Ščerban), 43:33 Jerguš Bača (Vladimír Svitek), 51:20 Bedřich Ščerban (Vladimír Svitek, Vladimír Růžička).

Branky SRN: 11:58 Dieter Hegen (Gerd Truntschka), 36:35 Axel Kammerer (Manfred Ahne), 37:33 Gerd Truntschka.

Rozhodčí: Willi Vögtlin (SUI) – Christer Lärking (SWE), Johan Enestedt (SWE)

Vyloučení: 3:3 (2:0) + Georg Holzmann na 5 min.

Diváků: 8 948
ČSSR: Dominik Hašek – Antonín Stavjaňa, Bedřich Ščerban, František Procházka, Jerguš Bača, Leo Gudas, Drahomír Kadlec – Vladimír Svitek, Vladimír Růžička, Zdeno Cíger – Otakar Janecký, Robert Kron, Jiří Šejba – Oldřich Válek, Jiří Kučera, Rostislav Vlach – Tomáš Jelínek, Oto Haščák, Jiří Doležal.
SRN: Karl Friesen – Udo Kießling, Andreas Niederberger, Harold Kreis, Ulrich Hiemer, Bernd Wagner, Michael Schmidt – Helmut Steiger, Gerd Truntschka, Dieter Hegen – Peter Obresa, Georg Holzmann, Georg Franz – Roy Roetger, Ron Fischer, Peter Draisaitl – Manfred Ahne, Markus Berwagner, Axel Kammerer.
 SSSR –  USA 	4:2 (2:2, 0:0, 2:0)
15. dubna 1989 (16:00) – Stockholm (Globen)

Branky SSSR: 2:19 Sergej Fjodorov, 10:29 Sergej Fjodorov, 48:09 Sergej Makarov, 58:14 Dmitrij Kvartalnov.

Branky USA: 8:58 Thomas O'Regan, 13:46 Thomas Chorske.

Rozhodčí: Kjell Lind (SWE) – Sven-Olof Lundström (SWE), Julian Górski (POL)

Vyloučení: 5:7 (0:1) + Vjačeslav Fetisov na 5 min.

Diváků: 9 000
 Kanada –  Finsko 	6:4 (2:1, 1:1, 3:2)
15. dubna 1989 (16:00) – Södertälje (Scaniarinken)

Branky Kanady: 16:37 Dave Ellett, 17:36 Brent Ashton, 38:51 John MacLean, 47:36 Brian Bellows, 51. Dave Ellett, 55. Dale Hawerchuk.

Branky Finska: 5:03 Jukka Vilander, 31:44 Kari Jalonen, 42:16 Reijo Mikkolainen, 51:45 Jukka Vilander.

Rozhodčí: Miroslav Lípa (TCH) – Jan Tatíček (TCH), Anders Ekhagen (SWE)

Vyloučení: 6:6 (1:2)

Diváků: 6 300
 Švédsko –  Polsko 	5:1 (1:0, 2:1, 2:0)
15. dubna 1989 (19:30) – Stockholm (Globen)

Branky Švédska: 17:33 Tomas Sandström, 36:55 Thomas Steen, 39:35 Tomas Sandström, 40:47 Fredrik Olausson, 47:23 Ulf Dahlén.

Branky Polska: 26:48 Marion Drasyk

Rozhodčí: Nikolaj Morozov (URS) – Richard Schütz (FRG), Arto Järvelä (FIN)

Vyloučení: 5:4 (2:0)

Diváků: 10 000
 Československo –  Finsko 	3:1 (1:0, 1:1, 1:0)
16. dubna 1989 (16:00) – Södertälje (Scaniarinken)

Branky Československa: 10:14 Bedřich Ščerban (Antonín Stavjaňa), 38:50 Robert Kron (Otakar Janecký), 57:41 Vladimír Svitek (Vladimír Růžička).

Branky Finska: 30:41 Jukka Seppo (Reijo Mikkolainen).

Rozhodčí: Bob Morley (CAN) – Julian Górski (POL), Sven-Olof Lundström (SWE)

Vyloučení: 3:4 (1:0)

Diváků: 5 668
ČSSR: Dominik Hašek – Antonín Stavjaňa, Bedřich Ščerban, František Kučera, Jerguš Bača, Leo Gudas, Drahomír Kadlec – Vladimír Svitek, Vladimír Růžička, Zdeno Cíger – Otakar Janecký, Robert Kron, Jiří Šejba – Oldřich Válek, Jiří Kučera, Rostislav Vlach – František Procházka, Oto Haščák, Jiří Doležal.
Finsko: Jukka Tammi – Kari Eloranta, Jarmo Kuusisto, Hannu Virta, Simo Saarinen, Reijo Ruotsalainen, Timo Blomqvist – Pauli Järvinen], Ari Vuori, Esa Keskinen – Reijo Mikkolainen, Jukka Seppo, Iiro Järvi – Hannu Järvenpää, Kari Jalonen, Jukka Vilander.
 Švédsko –  USA 	4:2 (0:1, 0:0, 4:1)
16. dubna 1989 (16:00) – Stockhom (Globen)

Branky Švédska: 41:26 Anders Carlsson, 54:26 Tomas Sandström, 57:45 Bo Berglund, 58:04 Kent Nilsson.

Branky USA: 11:42 Phil Housley, 50:03 Kelly Miller.

Rozhodčí: Herbert Vogt (FRG) – Bernhard Kunz (SUI), Michail Galinovskij (URS)

Vyloučení: 6:8

Diváků: 13 800
 Kanada –  Polsko 		11:0 (2:0, 7:0, 2:0)
16. dubna 1989 (19:30) – Stockhom (Globen)

Branky Kanady: 8:09 Brian Bellows, 12:03 Kevin Dineen, 20:38 Brian Bellows, 21:16 Andy McBain, 22.21 Kirk Muller, 29:37 Dale Hawerchuk, 30:23 Andy McBain, 32:59 Andy McBain, 37:05 Brent shton, 47:15 Andy McBain, 49:59 Dale Hawerchuk.

Rozhodčí: Rob Hearn (USA) – Arto Järvelä (FIN), Christer Lärking (SWE)

Vyloučení: 4:5 (2:0)

Diváků: 6 500
 SSSR –  SRN		5:1 (1:0, 2:0, 2:1)
16. dubna 1989 (19:30) – Södertälje (Scaniarinken)

Branky SSSR: 12:07 Sergej Makarov, 27:34 Valerij Širjajev, 39:25 Vjačeslav Fetisov, 51:54 Valerij Kamenskij, 54:32 Valerij Kamenskij.

Branky SRN: 46:41 Ulrich Hiemer.

Rozhodčí: Seppo Mäkelä (FIN) – Anders Ekhagen (SWE), Johan Enestedt (SWE)

Vyloučení: 5:5 (1:1, 2:0) + Igor Larionov na 5 min, Vladimir Krutov na 10 min.

Diváků: 5 000
 Kanada –  USA 	8:2 (2:2, 3:0, 3:0) – 8:0 kontumačně
18. dubna 1989 (12:30) – Stockholm (Globen)

Branky Kanady: 3:34 Steve Yzerman, 12:58 Kirk Muller, 20:38 Brian Bellows, 21:07 John MacLean, 28:22 James Patrick, 50:16 Steve Yzerman, 55:26 Brian Bellows, 57:39 Steve Yzerman.

Branky USA: 10:18 Corey Millen, 11:10 Brian Mullen.

Rozhodčí: Willi Vögtlin (SUI) – Anders Ekhagen (SWE), Sven-Olof Lundström (SWE)

Vyloučení: 3:1 (0:1)

Diváků: 9 800
 Československo –  Polsko 		15:0 (4:0, 8:0, 3:0)
18. dubna 1989 (16:00) – Stockholm (Globen)

Branky Československa: 7:05 Antonín Stavjaňa (Vladimír Růžička, Jiří Doležal), 8:54 Robert Kron (Otakar Janecký), 12:23 Vladimír Svitek, 14:31 Jiří Doležal, 22:00 Oldřich Válek (Jiří Kučera), 30:41 Oldřich Válek (Rostislav Vlach), 31:28 František Procházka, 32:04 Vladimír Růžička, 34:49 Oldřich Válek (Leo Gudas), 38:00 Otakar Janecký (Robert Kron), 38:26 Oldřich Válek (Jiří Kučera), 39:17 Jiří Kučera  (Bedřich Ščerban), 40:29 Vladimír Růžička, 46:37 Bedřich Ščerban (Rostislav Vlach, Oldřich Válek), 54:16 Oto Haščák.

Rozhodčí: Kjell Lind (SWE) – Christer Lärking (SWE), Johan  Enestedt (SWE)

Vyloučení: 3:5 (4:0, 2:0)

Diváků: 1 500
ČSSR: Dominik Hašek – Antonín Stavjaňa, Bedřich Ščerban, František Kučera, Jerguš Bača, Drahomír Kadlec, Leo Gudas – Vladimír Svitek, Vladimír Růžička, Zdeno Cíger – Otakar Janecký, Robert Kron, Jiří Šejba – Oldřich Válek, Jiří Kučera, Rostislav Vlach – František Procházka, Oto Haščák, Jiří Doležal.
Polsko: Gabriel Samolej (41. Andrzej Hanisz) – Jerzy Potz, Henryk Gruth, Robert Szopinski, Andrzej Kadziolka, Janusz Syposz, Zbigniew Bryjak – Piotr Kwasigroch, Janusz Adamiec, Jan Stopczyk – Roman Steblecki, Jerzy Christ, Marek Stebnicki – Piotr Zdunek, Marion Drasyk, Krzysztof Podsiadlo – Ludwig Czapka, Miroslaw Copija, Krzysztof Bujar.
 SSSR –  Finsko 	4:1 (1:1, 0:0, 3:0)
18. dubna 1989 (16:00) – Södertälje (Scaniarinken)

Branky SSSR: 9:50 Vjačeslav Bykov, 40:47 Vjačeslav Bykov, 50:16 Vladimir Konstantinov, 58:39 Vladimir Konstantinov.

Branky Finska: 18:46 Esa Tikkanen.

Rozhodčí: Herbert Vogt (FRG) – Richard Schütz (FRG), Bernhard Kunz (SUI)

Vyloučení: 2:4 (1:1)

Diváků: 5 000
 Švédsko –  SRN		3:3 (1:1, 2:0, 0:2)
18. dubna 1989 (19:30) – Stockholm (Globen)

Branky Švédska: 14:05 Kent Nilsson, 30:59 Strömwall, 32:37 Bo Berglund.

Branky SRN: 18:01 Georg Franz, 45:26 Georg Holzmann, 59:23 Ulrich Hiemer.

Rozhodčí: Bob Morley (CAN) – Jan Tatíček (TCH), Michail Galinovskij (URS)

Vyloučení: 7:6

Diváků: 13 850
 SSSR –  Polsko 		12:1 (5:0, 5:1, 2:0)
19. dubna 1989 (12:30) – Stockholm (Globen)

Branky SSSR: 0:30 Vladimir Krutov, 8:08 Sergej Fjodorov, 10:28 Igor Larionov, 17:07 Alexej Kasatonov, 18:11 [Jurij Chmyljov, 22:29 Alexej Gusarov, 23:22 Sergej Fjodorov, 24:17 Dmitrij Kvartalnov, 25:59 Vjačeslav Bykov, 36:27 Valerij Kamenskij, 50:08 Sergej Němčinov, 57:29 Vladimir Krutov.

Branky Polska: 38:37 Roman Steblecki.

Rozhodčí: Miroslav Lípa (TCH) – Christer Lärking (SWE), Andreas Enestedt (SWE)

Vyloučení: 3:5

Diváků: 4 000
 Československo –  USA 	5:4 (2:0, 1:1, 2:3) – 5:0 kontumačně
19. dubna 1989 (16:00) – Södertälje (Scaniarinken)

Branky Československa: 15:20 Oto Haščák, 16:11 Vladimír Růžička (Vladimír Svitek), 24:31 Vladimír Svitek, 53:02 Vladimír Růžička, 56:28 Otakar Janecký (Leo Gudas).

Branky USA: 29:37 Brian Leetch, 40:14 David Snuggerud (Scott Young), 55:04 Corey Millen, 57:29 Paul Fenton (Phil Housley).

Rozhodčí: Seppo Mäkelä (FIN) – Arto Järvelä (FIN), Julian Górski (POL)

Vyloučení: 10:7 (0:2, 1:0)

Diváků: 5 053
ČSSR: Dominik Hašek – Antonín Stavjaňa, Bedřich Ščerban, František Kučera, Jerguš Bača, Drahomír Kadlec, Leo Gudas – Vladimír Svitek, Vladimír Růžička, Zdeno Cíger – Otakar Janecký, Robert Kron, Jiří Šejba – Oldřich Válek, Jiří Kučera, Rostislav Vlach – František Procházka, Oto Haščák, Jiří Doležal.
USA: Robert Stauber – Scott Young, Brian Leetch, John O'Callahan, Thomas Kurvers, Greg Brown, Phil Housley – Brian Mullen, Patrick LaFontaine, Kelly Miller – Corey Millen, Edward Olczyk, David Snuggerud – Doug Brown, Thomas O'Regan, Paul Fenton – Thomas Chorske, Thomas Fitzgerald, Randolph Wood.
 SRN –  Kanada 	2:8 (1:2, 1:3, 0:3)
19. dubna 1989 (16:00) – Stockholm (Globen)

Branky SRN: 8:32 Ron Fischer, 24:36 Gerd Truntschka.

Branky Kanady: 18:23 Dave Ellett, 19:11 Kirk Muller, 21:32 Randy Carlyle, 32:08 Ray Ferraro, 32:37 Gerard Gallant, 48:56 Brent Ashton, 54:33 Kirk Muller, 57:13 Brian Bellows.

Rozhodčí: Nikolaj Morozov (URS) – Sven-Olof Lundström (SWE), Andreas Ekhagen (SWE)

Vyloučení: 3:7

Diváků: 12 500
 Švédsko –  Finsko 	6:3 (2:0, 3:0, 1:3)
19. dubna 1989 (19:30) – Stockholm (Globen)

Branky Švédska: 3:27 Anders Eldebrink, 17:14 Ulf Dahlén, 20:31 Börje Salming, 24:19 Kent Nilsson, 34:07 Anders Eldebrink, 43:17 Jonas Bergqvist.

Branky Finska: 42:15 Jukka Vilander, 52:45 Kari Jalonen, 56:20 Kari Jalonen.

Rozhodčí: Rob Hearn (USA) – Richard Schütz (FRG), Bernhard Kunz (SUI)

Vyloučení: 8:8 (2:1)

Diváků: 13 850
 Finsko –  Polsko 		7:2 (2:1, 2:1, 3:0)
21. dubna 1989 (12:30) – Stockholm (Globen)

Branky Finska: 15:51 Pauli Järvinen, 17:00 Hannu Virta, 29:54 Jukka Seppo, 37:18 Jari Kurri, 52:53 Hannu Järvenpää, 53:08 Esa Tikkanen, 58:03 Kari Eloranta.

Branky Polska: 19:35 Jan Stopczyk, 27:46 Jerzy Christ.

Rozhodčí: Nikolaj Morozov (URS) – Richard Schütz (FRG), Sven-Olof Lundström (SWE)

Vyloučení: 1:1 (0:1)

Diváků: 5 300
 SRN –  USA 	4:7 (0:0, 3:4, 1:3)
21. dubna 1989 (16:00) – Södertälje (Scaniarinken)

Branky SRN: 26:48 Markus Berwagner, 31:33 Georg Franz, 39:35 Udo Kießling, 54:46 Dieter Hegen

Branky USA: 20:50 Patrick LaFontaine, 23:41 Brian Mullen, 24:36 David Snuggerud, 33:36 Brian Leetch, 51:09 Dave Christian, 52:27 Patrick LaFontaine, 59:21 Thomas O'Regan.

Rozhodčí: Miroslav Lípa (TCH) – Jan Tatíček (TCH), Julian Górski (POL)

Vyloučení: 7:9 (0:1)

Diváků: 4 800
 Československo –  SSSR 	2:4 (1:1, 0:1, 1:2)
21. dubna 1989 (16:00) – Stockholm (Globen)

Branky Československa: 7:41 Otakar Janecký (Jiří Šejba), 46:56 František Procházka (Oto Haščák).

Branky SSSR: 5:58 Vjačeslav Fetisov (Valerij Širjajev), 38:03 Vjačeslav Bykov (Andrej Chomutov), 45:40 Andrej Chomutov (Valerij Kamenskij), 53:47 Valerij Kamenskij.

Rozhodčí: Rob Hearn (USA) – Christer Lärking (SWE), Johan  Enestedt (SWE)

Vyloučení: 7:5 (0:1, 1:0)

Diváků: 13 388
ČSSR: Dominik Hašek – Antonín Stavjaňa, Bedřich Ščerban, František Kučera, Jerguš Bača, Drahomír Kadlec, Leo Gudas – Vladimír Svitek, Vladimír Růžička, Zdeno Cíger – Otakar Janecký, Robert Kron, Jiří Šejba – Oldřich Válek, Jiří Kučera, Rostislav Vlach – František Procházka, Oto Haščák, Jiří Doležal.
SSSR: Sergej Mylnikov – Vjačeslav Fetisov, Valerij Širjajev, Alexej Kasatonov, Vladimir Konstantinov, Alexej Gusarov, Ilja Bjakin – Sergej Makarov, Igor Larionov, Vladimir Krutov – Andrej Chomutov, Vjačeslav Bykov, Valerij Kamenskij – Alexandr Mogilnyj, Sergej Jašin, Sergej Fjodorov – Dmitrij Kvartalnov, Alexandr Černych, Jurij Chmyljov.
 Švédsko –  Kanada 	6:5 (2:3, 2:1, 2:1)
21. dubna 1989 (19:30) – Stockholm (Globen)

Branky Švédska: 5:10 Anders Eldebrink, 10:02 Thomas Eriksson, 30:01 Jonas Bergqvist, 38:04 Jonas Bergqvist, 52:24 Thomas Steen, 55:55 Johan Strömvall.

Branky Kanady: 2:18 Steve Yzerman, 2:59 Andy McBain, 15:33 Brian Bellows, 20:26 Kirk Muller, 48:42 Glenn Anderson.

Rozhodčí: Willi Vögtlin (SUI) – Bernhard Kunz (SUI), Arto Järvelä (FIN)

Vyloučení: 7:10 (1:1, 0:1)

Diváků: 13 800
 Československo –  Švédsko 	3:3 (0:0, 0:0, 3:3)
22. dubna 1989 (16:00) – Stockholm (Globen)

Branky Československa: 40:40 Zdeno Cíger (Vladimír Růžička), 41:30 Otakar Janecký, 58:56 Vladimír Růžička (Jiří Doležal).

Branky Švédska: 44:36 Håkan Södergren  (Jens Öhling), 55:49 Fredrik Olausson (Kent Nilsson), 56:47 Tomas Sandström (Thomas Eriksson).

Rozhodčí: Bob Morley (CAN) – Bernhard Kunz (SUI), Arto Järvelä (FIN)

Vyloučení: 6:4 (0:1)

Diváků: 13 850
ČSSR: Dominik Hašek – Antonín Stavjaňa, Bedřich Ščerban, Jiří Látal, Jerguš Bača, František Kučera, František Procházka – Vladimír Svitek, Vladimír Růžička, Zdeno Cíger – Otakar Janecký, Robert Kron, Jiří Šejba – Oldřich Válek, Jiří Kučera, Rostislav Vlach – Tomáš Jelínek, Oto Haščák, Jiří Doležal.
Švédsko: Peter Lindmark – Peter Andersson, Börje Salming, Tommy Albelin, Fredrik Olausson, Thomas Eriksson, Mats Kihlström – Jonas Bergkvist, Thomas Rundqvist, Tommy Samuelsson – Håkan Södergren, Thomas Steen, Kent Nilsson – Tomas Sandström, Anders Carlsson, Ulf Dahlén – Peter Eriksson, Johan Strömvall, Jens Öhling.
 Kanada –  SSSR 	3:4 (1:2, 1:1, 1:1)
22. dubna 1989 (19:30) – Stockholm (Globen)

Branky Kanady: 7:49 James Patrick, 35:24 John MacLean, 49:23 Glenn Anderson.

Branky SSSR: 1:05 Andrej Chomutov, 16:14 Vladimir Krutov, 36:39 Sergej Makarov, 42:30 Valerij Kamenskij.

Rozhodčí: Seppo Mäkelä (FIN) – Andreas Ekhagen (SWE), Sven-Olof Lundström (SWE)

Vyloučení: 9:9 (1:1)

Diváků: 13 850
 USA –  Finsko 	3:3 (3:0, 0:1, 0:2)
23. dubna 1989 (16:00) – Stockholm (Globen)

Branky USA: 02:44 Jeffrey Norton, 11:55 Doug Brown, 15:22 Tom Kurvers.

Branky Finska: 26:13 Jukka Vilander, 51:20 Esa Keskinen, 56:16 Timo Susi.

Rozhodčí: Bob Morley (CAN) – Andreas Enested (SWE), Christer Lärking (SWE)

Vyloučení: 5:4 (0:0, 0:1)

Diváků: 13 850
 Polsko –  SRN		5:3 (2:3, 3:0, 0:0)
23. dubna 1989 (19:30) – Stockholm (Globen)

Branky Polska: 6:10 Roman Steblecki, 16:57 Krzysztof Bujar, 27:32 Roman Steblecki, 29:31 Krzysztof Bujar, 38:25 Andrzej Kadziolka.

Branky SRN: 10:11 Gerd Truntschka, 15:41 Harald Birk, 17:34 Harald Birk.

Rozhodčí: Kjell Lind (SWE) - Jan Tatíček (TCH), Michail Galinovskij (URS)

Vyloučení: 7:8 (2:1)

Diváků: 4 532
 Československo –  Kanada 	2:4 (1:1, 0:1, 1:2)
24. dubna 1989 (16:00) – Stockholm (Globen)

Branky Československa: 35:36 Jiří Kučera (Oldřich Válek, Rostislav Vlach), 49:32 Jiří Doležal (Robert Kron).

Branky Kanady: 17:21 Dave Ellett (Dale Hawerchuk), 38:47 Dave Babych (Glenn Anderson, Mark Messier), 46:59 Dale Hawerchuk (Glenn Anderson), 50:08 Gerard Gallant (Brian Bellows).

Rozhodčí: Kjell Lind (SWE) – Sven-Olof Lundström (SWE), Anders Ekhagen (SWE)

Vyloučení: 8:7 (1:2)

Diváků: 13 142 diváků
ČSSR: Dominik Hašek – Antonín Stavjaňa, Bedřich Ščerban, František Kučera, Jerguš Bača, Drahomír Kadlec, Leo Gudas – Vladimír Svitek, Vladimír Růžička, Zdeno Cíger – Otakar Janecký, Robert Kron, Jiří Šejba – Oldřich Válek, Jiří Kučera, Rostislav Vlach – František Procházka, Oto Haščák, Jiří Doležal.
Kanada: Grant Fuhr – Mario Marois, Dave Ellett, James Patrick, Randy Carlyle, Dave Babych, Ken Daneyko – Glenn Anderson, Dale Hawerchuk, Mark Messier – Brian Bellows, Steve Yzerman, Gerard Gallant – Brent Ashton, Kevin Dineen, Ray Ferraro – John MacLean, Pat Verbeek, Andy McBain.
 Švédsko –  SSSR 	2:3 (0:0, 2:2, 0:1)
24. dubna 1989 (19:30) – Stockholm (Globen)

Branky Švédska: 32:30 Fredrik Olausson, 39:50 Anders Eldebrink.

Branky SSSR: 27:30 Andrej Chomutov, 36:49 Sergej Makarov, 47:04 Valerij Širjajev.

Rozhodčí: Rob Hearn (USA) – Bernhard Kunz (SUI), Jan Tatíček (TCH)

Vyloučení: 9:9 (2:0)

Diváků: 13 850
 USA –  Polsko 		6:1 (1:1, 1:0, 4:0)
25. dubna 1989 (16:00) – Stockholm (Globen)

Branky USA: 11:22 Patrick LaFontaine, 36:08 David Snuggerud, 40:40 Edward Olczyk, 49:02 Thomas Chorske, 55:55 Kelly Miller, 56:22 Dave Christian.

Branky Polska: 10:23 Robert Szopinski.

Rozhodčí: Herbert Vogt (FRG) – Arto Järvelä (FIN), Richard Schütz (FRG)

Vyloučení: 6:5 (1:1)

Diváků: 4 300
 Finsko –  SRN		3:1 (2:1, 1:0, 0:0)
25. dubna 1989 (19:30) – Stockholm (Globen)

Branky Finska: 0:44 Jari Kurri, 10:32 Jouko Narvanmaa, 39:47 Esa Tikkanen.

Branky SRN: 6:03 Manfred Ahne.

Rozhodčí: Nikolaj Morozov (URS) – Michail Galinovskij (URS), Julian Górski (POL)

Vyloučení: 4:3 (1:0)

Diváků: 10 212

### Finále
|    |         | URS | CAN | TCH | SWE | V | R | P | Skóre | B |
| 1. | SSSR    | *** | 5:3 | 1:0 | 5:1 | 3 | 0 | 0 | 11:4  | 6 |
| 2. | Kanada  | 3:5 | *** | 4:3 | 5:3 | 2 | 0 | 1 | 12:11 | 4 |
| 3. | ČSSR    | 0:1 | 3:4 | *** | 2:1 | 1 | 0 | 2 | 5:6   | 2 |
| 4. | Švédsko | 1:5 | 3:5 | 1:2 | *** | 0 | 0 | 3 | 5:12  | 0 |

 Československo –  SSSR 	0:1 (0:0, 0:0, 0:1)
27. dubna 1989 (16:00) – Stockholm (Globen)

Branky SSSR: 53:36 Vjačeslav Bykov (Andrej Chomutov, Valerij Kamenskij).

Rozhodčí: Rob Hearn (USA) – Christer Lärking (SWE), Johan  Enestedt (SWE)

Vyloučení: 5:4 (0:0)

Diváků: 13 128
ČSSR: Dominik Hašek – Antonín Stavjaňa, Bedřich Ščerban, František Procházka, Jerguš Bača, Drahomír Kadlec, Leo Gudas – Vladimír Svitek, Vladimír Růžička, Zdeno Cíger – Otakar Janecký, Robert Kron, Jiří Šejba – Oldřich Válek, Jiří Kučera, Rostislav Vlach – Tomáš Jelínek, Oto Haščák, Jiří Doležal.
SSSR: Sergej Mylnikov – Vjačeslav Fetisov, Valerij Širjajev, Alexej Kasatonov, Vladimir Konstantinov, Alexej Gusarov, Ilja Bjakin – Sergej Makarov, Igor Larionov, Vladimir Krutov – Andrej Chomutov, Vjačeslav Bykov, Valerij Kamenskij – Alexandr Mogilnyj, Sergej Jašin, Sergej Fjodorov – Dmitrij Kvartalnov, Sergej Němčinov, Jurij Chmyljov.
 Švédsko –  Kanada 	3:5 (1:2, 2:2, 0:1)
27. dubna 1989 (19:30) – Stockholm (Globen)

Branky Švédska: 9:41 Bo Berglund, 26:22 Anders Eldebrink, 37:43 Bo Berglund.

Branky Kanady: 9:16 Mark Messier, 10:53 Scott Stevens, 36:44 Kevin Dineen, 39:07 Kevin Dineen, 54:43 James Patrick.

Rozhodčí: Seppo Mäkelä (FIN) – Arto Järvelä (FIN), Bernhard Kunz (SUI)

Vyloučení: 2:3

Diváků: 13 850
 Československo –  Švédsko 	2:1 (2:0, 0:0, 0:1)
29. dubna 1989 (16:00) – Stockholm (Globen)

Branky Československa: 13:37 Tomáš Jelínek (Oto Haščák), 14:00 Vladimír Svitek (Vladimír Růžička, Zdeno Cíger).

Branky Švédska: 48:53 Thomas Rundqvist (Jonas Bergqvist).

Rozhodčí: Willi Vögtlin (SUI) – Bernhard Kunz (SUI), Michail Galinovskij (URS)

Vyloučení: 4:1

Diváků: 13 856
ČSSR: Dominik Hašek – Antonín Stavjaňa, Bedřich Ščerban, František Procházka, Jerguš Bača, Drahomír Kadlec, Leo Gudas – Vladimír Svitek, Vladimír Růžička, Zdeno Cíger – Otakar Janecký, Robert Kron, Jiří Šejba – Oldřich Válek, Jiří Kučera, Rostislav Vlach – Tomáš Jelínek, Oto Haščák, Jiří Doležal.
Švédsko: Peter Lindmark – Peter Andersson, Börje Salming, Tommy Albelin, Anders Eldebrink, Fredrik Olausson, Tommy Samuelsson – Jonas Bergkvist, Thomas Rundqvist, Håkan Södergren – Bo Berglund – Thomas Steen, Kent Nilsson – Johan Strömwall, Tomas Sandström, Anders Carlsson – Ulf Dahlén.
 SSSR –  Kanada 	5:3 (3:1, 1:2, 1:0)
29. dubna 1989 (19:30) – Stockholm (Globen)

Branky SSSR: 7:13 Igor Larionov], 11:26 Vladimir Krutov, 18:15 Igor Larionov, 23:32 Dmitrij Kvartalnov, 59:24 Sergej Fjodorov.

Branky Kanady: 16:38 Mark Messier, 21:52 Brian Bellows, 37:35 Kirk Muller.

Rozhodčí: Rob Hearn (USA) – Sven-Olof Lundström (SWE), Andreas Ekhagen (SWE)

Vyloučení: 2:2 (1:1)

Diváků: 13 700
 Československo –  Kanada 	3:4 (0:2, 3:2, 0:0)
1. května 1989 (14:00) – Stockholm (Globen)

Branky Československa: 23:53 Zdeno Cíger (Antonín Stavjaňa, Vladimír Růžička), 25:31 Jiří Doležal (Tomáš Jelínek), 34:40 Vladimír Růžička  (Vladimír Svitek, Zdeno Cíger).

Branky Kanady: 13:23 Dave Babych (Steve Yzerman), 16:37 Mark Messier (Steve Yzerman), 24:42 Steve Yzerman (Randy Carlyle), 37:22 Scott Stevens (Mark Messier, Glenn Andersson).

Rozhodčí: Kjell Lind (SWE) – Christer Lärking (SWE), Johan Enestedt (SWE)

Vyloučení: 5:7 (2:2)

Diváků: 13 127
ČSSR: Dominik Hašek – Antonín Stavjaňa, Bedřich Ščerban, František Procházka, Jerguš Bača, Drahomír Kadlec, Leo Gudas – Vladimír Svitek, Vladimír Růžička, Zdeno Cíger – Otakar Janecký, Robert Kron, Jiří Šejba – Oldřich Válek, Jiří Kučera, Rostislav Vlach – Tomáš Jelínek, Oto Haščák, Jiří Doležal.
Kanada: Grant Fuhr – Mario Marois, Dave Ellett, James Patrick, Randy Carlyle, Dave Babych, Scott Stevens – Glenn Anderson, Dale Hawerchuk, Mark Messier – Kevin Dineen, Kirk Muller, Brent Ashton – Brian Bellows, Steve Yzerman, Gerard Gallant – John MacLean, Ray Ferraro, Andy McBain.
 SSSR –  Švédsko 	5:1 (2:0, 1:1, 2:0)
1. května 1989 (18:00) – Stockholm (Globen)

Branky SSSR: 10:08 Sergej Fjodorov, 15:22 Dmitrij Kvartalnov, 24:55 Alexej Kasatonov, 40:45 Sergej Makarov, 51:10 Alexej Gusarov.

Branky Švédska: 33:05 Anders Carlsson.

Rozhodčí: Seppo Mäkelä (FIN) – Arto Järvelä (FIN), Jan Tatíček (TCH)

Vyloučení: 2:4 (1:0)

Diváků: 13 500

### O 5. - 8. místo
|    |        | FIN | USA  | GER | POL  | V | R | P | Skóre | B  |
| 5. | Finsko | *** | 6:2  | 3:0 | 4:0  | 5 | 1 | 4 | 35:27 | 11 |
| 6. | USA    | 2:6 | ***  | 4:3 | 11:2 | 4 | 1 | 5 | 37:40 | 9  |
| 7. | SRN    | 0:3 | 3:4  | *** | 2:0  | 1 | 2 | 7 | 22:41 | 4  |
| 8. | Polsko | 0:4 | 2:11 | 0:2 | ***  | 1 | 0 | 9 | 12:76 | 2  |

- Utkání ze základní části se započítávala.

 Finsko –  SRN		3:0 (2:0, 1:0, 0:0)
26. dubna 1989 (16:00) – Stockholm (Globen)

Branky Finska: 3:25 Hannu Virta, 9:58 Jari Kurri, 30:30 Reijo Ruotsalainen.

Rozhodčí: Miroslav Lípa (TCH) – Jan Tatíček (TCH), Michail Galinovskij (URS)

Vyloučení: 8:6 (1:0)

Diváků: 4 800
 USA –  Polsko 		11:2 (4:1, 5:0, 2:1)	
26. dubna 1989 (19:30) – Stockholm (Globen)

Branky USA: 1:19 Brian Mullen, 10:53 David Snuggerud, 14:28 Brian Leetch, 16:29 Paul Fenton, 26:06 David Snuggerud, 27:39 Edward Olczyk, 28:37 Phil Housley, 30:43 Randolph Wood, 39:35 Edward Olczyk, 54:16 Dave Christian, 58:44 Thomas Kurvers.

Branky Polska: 12:18 Piotr Kwasigroch, 41:55 Ludwig Czapka.

Rozhodčí: Willi Vögtlin (SUI) – Andreas Ekhagen (SWE), Andreas Enestedt (SWE)

Vyloučení: 5:5 (1:0, 2:0)

Diváků: 4 700
 USA –  SRN		4:3 (2:2, 1:0, 1:1)
28. dubna 1989 (16:00) – Stockholm (Globen)

Branky USA: 4:49 Dave Christian, 8:31 Pat LaFontaine, 26:37 Phil Housley, 59:49 Pat LaFontaine.

Branky SRN: 10:27 Andreas Niederberger, 11:50 Axel Kammerer, 49:53 Udo Kießling.

Rozhodčí: Kjell Lind (SWE) – Jan Tatíček (TCH), Michail Galinovskij (URS)

Vyloučení: 5:5 (2:2)

Diváků: 3 500
 Finsko –  Polsko 		4:0 (1:0, 3:0, 0:0)
28. dubna 1989 (19:30) – Stockholm (Globen)

Branky Finska: 15:23 Hannu Järvenpää, 24:16 Kari Jalonen, 26:19 Hannu Virta, 29:54 Jari Kurri.

Rozhodčí: Bob Morley (CAN) – Andreas Ekhagen (SWE), Sven-Olof Lundström (SWE)

Vyloučení: 0:0

Diváků: 6 990
 SRN –  Polsko 		2:0 (0:0, 1:0, 1:0)
30. dubna 1989 (13:00) – Stockholm (Globen)

Branky SRN: 20:59 Ron Fischer, 43:54 Georg Franz.

Rozhodčí: Nikolaj Morozov (URS) – Andreas Ekhagen (SWE), Sven-Olof Lundström (SWE)

Vyloučení: 5:4

Diváků: 9 214
 Finsko –  USA 	6:2 (0:2, 3:0, 3:0)
30. dubna 1989 (17:00) – Stockholm (Globen)

Branky Finska: 26:05 Esa Tikkanen, 26:48 Jukka Vilander, 37:41 Jukka Vilander, 45:24 Reijo Ruotsalainen, 54:13 Jari Kurri, 56:39 Kari Jalonen.

Branky USA: 10:40 Edward Olczyk, 11:43 Brian Leetch.

Rozhodčí: Miroslav Lípa (TCH) – Julian Górski (POL), Richard Schütz (FRG)

Vyloučení: 8:8

Diváků: 12 900

### Mistrovství Evropy
|    |         | URS  | SWE | TCH  | FIN | POL  | GER | V | R | P | Skóre | B  |
| 1. | SSSR    | ***  | 3:2 | 4:2  | 4:1 | 12:1 | 5:1 | 5 | 0 | 0 | 28:7  | 10 |
| 2. | Švédsko | 2:3  | *** | 3:3  | 6:3 | 5:1  | 3:3 | 2 | 2 | 1 | 26:11 | 6  |
| 3. | ČSSR    | 2:4  | 3:3 | ***  | 3:1 | 15:0 | 3:3 | 2 | 2 | 1 | 19:13 | 6  |
| 4. | Finsko  | 1:4  | 3:6 | 1:3  | *** | 7:2  | 3:1 | 2 | 0 | 3 | 15:16 | 4  |
| 5. | Polsko  | 1:12 | 1:5 | 0:15 | 2:7 | ***  | 5:3 | 1 | 0 | 4 | 9:42  | 2  |
| 6. | SRN     | 1:5  | 3:3 | 3:3  | 1:3 | 3:5  | *** | 0 | 2 | 3 | 11:19 | 2  |

## Statistiky

### Nejlepší hráči podle direktoriátu IIHF
| Brankář | Dominik Hašek     |
| Obránce | Vjačeslav Fetisov |
| Útočník | Brian Bellows     |

### All Stars
| Brankář         | Dominik Hašek     |
| Levý obránce    | Vjačeslav Fetisov |
| Pravý obránce   | Anders Eldebrink  |
| Levé křídlo     | Steve Yzerman     |
| Střední útočník | Vjačeslav Bykov   |
| Pravé křídlo    | Sergej Makarov    |

### Kanadské bodování
| Poř. | Kanadské bodování | Branky | Přihrávky | Body |
| ---- | ----------------- | ------ | --------- | ---- |
| 1.   | Brian Bellows     | 8      | 6         | 14   |
| 2.   | Vladimír Růžička  | 7      | 7         | 14   |
| 3.   | Kari Jalonen      | 5      | 9         | 14   |
| 4.   | Kent Nilsson      | 3      | 11        | 14   |
| 5.   | Vjačeslav Bykov   | 6      | 6         | 12   |
| 6.   | Steve Yzerman     | 5      | 7         | 12   |
| 7.   | Dale Hawerchuk    | 4      | 8         | 12   |
| 8.   | Kirk Muller       | 6      | 4         | 10   |
| 8.   | Jukka Vilander    | 6      | 4         | 10   |
| 10.  | Vladimír Svitek   | 4      | 6         | 10   |

### Soupiska SSSR
1.  SSSR

Brankáři: Sergej Mylnikov, Artūrs Irbe, Vladimir Myškin.

Obránci: Vjačeslav Fetisov, Alexej Kasatonov, Vladimir Konstantinov, Svjatoslav Chalizov, Ilja Bjakin, Valerij Širjajev,Alexej Gusarov.

Útočníci: Sergej Makarov, Igor Larionov, Vladimir Krutov, Vjačeslav Bykov, Valerij Kamenskij, Andrej Chomutov, Alexandr Mogilnyj, Sergej Fjodorov, Sergej Němčinov, Jurij Chmyljov, Sergej Jašin, Dmitrij Kvartalnov, Alexandr Černych.

Trenéři: Viktor Tichonov, Igor Dmitrijev.

### Soupiska Kanady
2.  Kanada

Brankáři: Sean Burke, Grant Fuhr, Peter Sidorkiewicz.

Obránci: Dave Ellett, Randy Carlyle, Ken Daneyko, Mario Marois, Scott Stevens, Dave Babych, James Patrick.

Útočníci: Brent Ashton, Andy McBain, Dale Hawerchuk, Kevin Dineen, John MacLean, Pat Verbeek, Kirk Muller, Ray Ferraro, Brian Bellows, Steve Yzerman, Gerard Gallant, Mark Messier, Glenn Anderson.

Trenér: Dave King.

### Soupiska Československa
3.  Československo

Brankáři: Dominik Hašek, Jaromír Šindel, Petr Bříza.

Obránci: Jerguš Bača, Leo Gudas, Drahomír Kadlec, František Kučera, Bedřich Ščerban, Jiří Látal, František Procházka, Antonín Stavjaňa.

Útočníci: Otakar Janecký, Jiří Šejba, Jiří Doležal, Tomáš Jelínek, Zdeno Cíger, Oto Haščák,  – Vladimír Růžička, Jiří Kučera, Vladimír Svitek, Oldřich Válek, Rostislav Vlach, Robert Kron

Trenéři: Pavel Wohl, Stanislav Neveselý.

### Soupiska Švédska
4.  Švédsko

Brankáři: Peter Lindmark, Rolf Ridderwall, Peter Åslin.

Obránci: Börje Salming, Anders Eldebrink, Mats Kihlström, Tommy Albelin, Peter Andersson, Thomas Eriksson, Fredrik Olausson.

Útočníci: Thomas Rundqvist, Tomas Sandström, Kent Nilsson, Håkan Södergren, Jens Öhling, Jonas Bergkvist, Bo Berglund, Anders Carlsson, Thomas Steen, Peter Sundström, Ulf Dahlén, Johan Strömwall, Peter Eriksson, Tommy Samuelsson.

Trenér: Tommy Sandlin.

### Soupiska Finska
5.  Finsko

Brankáři: Jukka Tammi, Sakari Lindfors, Markus Ketterer.

Obránci: Timo Blomqvist, Kari Eloranta, Reijo Ruotsalainen, Simo Saarinen, Pertti Lehtonen, Hannu Virta, Jouko Narvanmaa, Jarmo Kuusisto.

Útočníci: Esa Keskinen, Ari Vuori, Kari Jalonen, Jukka Seppo, Pauli Järvinen, Timo Susi, Reijo Mikkolainen, Esa Tikkanen, Jari Kurri, Hannu Järvenpää, Iiro Järvi, Jukka Vilander.

Trenér: Pentti Matikainen.

### Soupiska USA
6.  USA

Brankáři: John Vanbiesbrouck, Robb Stauber, Cleon Daskalakis.

Obránci: Greg Brown, Jeff Norton, Tom Kurvers, Jack O'Callahan, Phil Housley, Brian Leetch.

Útočníci: Thomas O'Regan, Eddie Olczyk, Corey Millen, Randy Wood, Tom Fitzgerald, Pat LaFontaine, Tom Chorske, Dave Snuggerud, Brian Mullen, Scott Young, Doug Brown, Kelly Miller, Dave Christian, Paul Fenton.

Trenér: Tim Taylor.

### Soupiska SRN
7.  SRN

Brankáři: Karl Friesen, Josef Schlickenrieder, Matthias Hoppe.

Obránci: Udo Kießling, Andreas Pokorny, Andreas Niederberger, Ulrich Hiemer, Michael Schmidt, Harold Kreis, Bernd Wagner.

Útočníci: Helmut Steiger, Gerd Truntschka, Dieter Hegen, Peter Obresa, Peter Draisaitl, Georg Franz, Manfred Ahne, Markus Berwagner, Harald Birk, Georg Holzmann, Axel Kammerer, Roy Roetger, Ron Fischer.

Trenér: Xaver Unsinn, Erich Kühnhackl.

### Soupiska Polska
8.  Polsko

Brankáři: Andrzej Hanisz, Gabriel Samolej, Dariusz Wieczorek.

Obránci: Jerzy Potz, Henryk Gruth, Andrzej Kadziolka, Robert Szopinski, Zbigniew Bryjak, Janusz Syposz, Marek Teodorczak.

Útočníci: Piotr Kwasigroch, Janusz Adamiec, Ludwig Czapka, Jan Stopczyk, Jerzy Christ, Roman Steblecki, Krzysztof Bujar, Krzysztof Podsiadlo, Marion Drasyk, Miroslaw Copija, Piotr Zdunek, Jacek Szopinski, Marek Stebnicki.

Trenér: Leszek Lejczyk

### Rozhodčí
| Hlavní - Robert Rob Hearn - Kjell Lind - Jiří Lípa - Seppo Mäkelä - Robert Bob Morley - Nikolaj Morozov - Willi Vögtlin - Heribert Vogt | Čárový - Johan Enestedt - Anders Ekhagen - Michail Galinovskij - Julian Gorski - Arto Järvelä - Bernhard Kunz - Sven-Olof Lundström - Christer Lärking - Richard Schütz - Jan Tatíček |

## MS Skupina B
|    |           | NOR  | ITA  | FRA | SUI  | GDR  | AUT  | JPN  | DEN  | V | R | P | Skóre | B  |
| 1. | Norsko    | ***  | 3:1  | 1:1 | 1:6  | 5:2  | 8:0k | 7:4  | 3:2  | 5 | 1 | 1 | 28:16 | 11 |
| 2. | Itálie    | 1:3  | ***  | 3:3 | 7:6  | 10:1 | 4:3  | 6:0  | 6:0  | 5 | 1 | 1 | 37:16 | 11 |
| 3. | Francie   | 1:1  | 3:3  | *** | 5:2  | 3:5  | 4:3  | 5:4  | 8:0  | 4 | 2 | 1 | 29:18 | 10 |
| 4. | Švýcarsko | 6:1  | 6:7  | 2:5 | ***  | 3:0  | 7:5  | 10:0 | 6:3  | 5 | 0 | 2 | 40:21 | 10 |
| 5. | NDR       | 2:5  | 1:10 | 5:3 | 0:3  | ***  | 4:0  | 1:10 | 9:0  | 3 | 0 | 4 | 22:29 | 6  |
| 6. | Rakousko  | 0:8k | 3:4  | 3:4 | 5:7  | 0:4  | ***  | 4:2  | 10:3 | 2 | 0 | 5 | 25:32 | 4  |
| 7. | Japonsko  | 4:7  | 0:6  | 4:5 | 0:10 | 10:1 | 2:4  | ***  | 2:1  | 2 | 0 | 5 | 20:34 | 4  |
| 8. | Dánsko    | 2:3  | 0:6  | 0:8 | 3:6  | 0:9  | 3:10 | 1:2  | ***  | 0 | 0 | 7 | 9:44  | 0  |

- Utkání Norsko – Rakousko 8:2, skončilo pro doping anulací branek 8:0.

 Francie –  NDR 3:5 (1:2, 1:1, 1:2)
30. března 1989 – Oslo
 Rakousko –  Itálie 3:4 (0:1, 1:0, 2:3)
30. března 1989 – Lillehammer
 Švýcarsko –  Dánsko 6:3 (5:0, 1:1, 0:2)
30. března 1989 – Oslo
 Norsko –  Japonsko 7:4 (2:2, 3:2, 2:0)
30. března 1989 – Lillehammer
 Francie –  Dánsko 8:0 (0:0, 6:0, 2:0)
31. března 1989 – Oslo
 Itálie –  Norsko 1:3 (1:1, 0:0, 0:2)
31. března 1989 – Lillehammer
 Japonsko –  Švýcarsko 0:10 (0:3, 0:4, 0:3)
1. dubna 1989 – Lillehammer
 NDR –  Rakousko 4:0 (0:0, 2:0, 2:0)
1. dubna 1989 – Lillehammer
 Rakousko –  Dánsko 10:3 (4:0, 2:1, 4:2)
2. dubna 1989 – Lillehammer
 Francie –  Japonsko 5:4 (2:2, 3:2, 0:0)
2. dubna 1989 – Oslo
 Norsko –  NDR 5:2 (1:1, 2:1, 2:0)
2. dubna 1989 – Lillehammer
 Švýcarsko –  Itálie 6:7 (3:3, 2:3, 1:1)
3. dubna 1989 – Lillehammer
 Japonsko –  Rakousko 2:4 (0:2, 1:1, 1:1)
4. dubna 1989 – Oslo
 Itálie –  Francie 3:3 (1:0, 1:2, 1:1)
4. dubna 1989 – Lillehammer
 Norsko –  Dánsko 3:2 (1:1, 0:1, 2:0)
4. dubna 1989 – Oslo
 NDR –  Švýcarsko 0:3 (0:2, 0:0, 0:1)
4. dubna 1989 – Lillehammer
 Norsko –  Rakousko 8:2 (2:1, 3:1, 3:0) – 8:0k
5. dubna 1989 – Oslo
 Itálie –  Japonsko 6:0 (2:0, 3:0, 1:0)
6. dubna 1989 – Oslo
 Dánsko –  NDR 0:9 (0:3, 0:5, 0:1)
6. dubna 1989 – Oslo
 Švýcarsko –  Francie 2:5 (0:0, 0:2, 2:3)
6. dubna 1989 – Oslo
 Dánsko –  Itálie 0:6 (0:1, 0:3, 0:2)
7. dubna 1989 – Oslo
 Francie –  Norsko 1:1 (0:0, 1:0, 0:1)
7. dubna 1989 – Oslo
 Japonsko –  NDR 8:1 (2:1, 3:0, 3:0)
8. dubna 1989 – Oslo
 Rakousko –  Švýcarsko 5:7 (0:2, 2:4, 3:1)
8. dubna 1989 – Oslo
 Dánsko –  Japonsko 1:2 (0:1, 0:0, 1:1)
9. dubna 1989 – Oslo
 NDR –  Itálie 1:10 (0:2, 0:3, 1:5)
9. dubna 1989 – Oslo
 Rakousko –  Francie 3:4 (1:3, 1:1, 1:0)
9. dubna 1989 – Oslo
 Švýcarsko –  Norsko 6:1 (5:0, 0:1, 1:0)
9. dubna 1989 – Oslo

## MS Skupina C
|    |             | NED  | YUG  | CHN  | HUN | BUL  | PRK  | KOR  | AUS  | V | R | P | Skóre | B  |
| 1. | Nizozemsko  | ***  | 8:3  | 8:5  | 8:2 | 4:1  | 3:1  | 5:2  | 12:1 | 7 | 0 | 0 | 48:15 | 14 |
| 2. | Jugoslávie  | 3:8  | ***  | 8:1  | 3:0 | 8:1  | 14:1 | 11:1 | 8:2  | 6 | 0 | 1 | 55:15 | 12 |
| 3. | Čína        | 5:8  | 1:8  | ***  | 5:3 | 3:3  | 4:2  | 10:4 | 3:1  | 4 | 1 | 2 | 31:29 | 9  |
| 4. | Maďarsko    | 2:8  | 0:3  | 3:5  | *** | 7:4  | 6:3  | 5:5  | 9:2  | 3 | 1 | 3 | 32:30 | 7  |
| 5. | Bulharsko   | 1:4  | 1:8  | 3:3  | 4:7 | ***  | 8:4  | 6:4  | 12:5 | 3 | 1 | 3 | 35:35 | 7  |
| 6. | KLDR        | 1:3  | 1:14 | 2:4  | 3:6 | 4:8  | ***  | 7:4  | 8:1  | 2 | 0 | 5 | 26:40 | 4  |
| 7. | Jižní Korea | 2:5  | 1:11 | 4:10 | 5:5 | 4:6  | 4:7  | ***  | 6:2  | 1 | 1 | 5 | 27:46 | 3  |
| 8. | Austrálie   | 1:12 | 2:8  | 1:3  | 2:9 | 5:12 | 1:8  | 2:6  | ***  | 0 | 0 | 7 | 14:58 | 0  |

- Rumunsko se z finančních důvodů vzdalo účasti v MS skupině C. Nahradila ho Korejská republika ze skupiny D MS 1987.

 Jugoslávie –  Bulharsko 8:1 (3:0, 2:1, 3:0)
18. března 1989 – Sydney
 Maďarsko –  KLDR 6:3 (2:0, 0:2, 4:1)
18. března 1989 – Sydney
 Nizozemsko –  Jižní Korea 5:2 (3:1, 0:0, 2:1)
18. března 1989 – Sydney
 Čína –  Austrálie 3:1 (1:0, 1:1, 1:0)
18. března 1989 – Sydney
 Jugoslávie –  Jižní Korea 11:2 (2:1, 4:1, 5:0)
19. března 1989 – Sydney
 Austrálie –  Maďarsko 2:9 (2:4, 0:4, 0:1)
19. března 1989 – Sydney
 Bulharsko –  Čína 3:3 (1:0, 1:0, 1:3)
20. března 1989 – Sydney
 Nizozemsko –  KLDR 3:1 (0:0, 1:0, 2:1)
20. března 1989 – Sydney
 Čína –  Maďarsko 5:3 (2:1, 3:1, 0:1)
21. března 1989 – Sydney
 Nizozemsko –  Bulharsko 4:1 (2:1, 1:0, 1:0)
21. března 1989 – Sydney
 KLDR –  Jižní Korea 7:4 (2:2, 3:1, 2:1)
21. března 1989 – Sydney
 Austrálie –  Jugoslávie 2:8 (0:3, 1:4, 1:1)
21. března 1989 – Sydney
 Maďarsko –  Jugoslávie 0:3 (0:0, 0:3, 0:0)
22. března 1989 – Sydney
 Jižní Korea –  Austrálie 6:2 (1:0, 1:1, 4:1)
22. března 1989 – Sydney
 Čína –  Nizozemsko 5:8 (2:1, 3:3, 0:4)
23. března 1989 – Sydney
 Bulharsko –  KLDR 8:4 (2:1, 2:1, 4:2)
23. března 1989 – Sydney
 Jižní Korea –  Čína 4:10 (1:4, 0:2, 3:4)
24. března 1989 – Sydney
 Jugoslávie –  KLDR 14:1 (4:0, 3:1, 7:0)
24. března 1989 – Sydney
 Maďarsko –  Bulharsko 7:4 (1:2, 3:1, 3:1)
24. března 1989 – Sydney
 Austrálie –  Nizozemsko 1:12 (0:6, 1:2, 0:4)
24. března 1989 – Sydney
 Bulharsko –  Jižní Korea 6:4 (1:1, 4:1, 1:2)
26. března 1989 – Sydney
 Čína –  Jugoslávie 1:8 (0:3, 0:3, 1:2)
26. března 1989 – Sydney
 Nizozemsko –  Maďarsko 8:2 (3:2, 2:0, 3:0)
26. března 1989 – Sydney
 KLDR –  Austrálie 8:1 (3:0, 2:0, 3:1)
26. března 1989 – Sydney
 KLDR –  Čína 2:4 (0:2, 1:2, 1:0)
27. března 1989 – Sydney
 Jižní Korea –  Maďarsko 5:5 (3:1, 1:2, 1:2)
27. března 1989 – Sydney
 Jugoslávie –  Nizozemsko 3:8 (1:1, 0:6, 2:1)
27. března 1989 – Sydney
 Austrálie –  Bulharsko 5:12 (0:5, 2:5, 3:2)
27. března 1989 – Sydney

## MS Skupina D
|    |                | BEL  | ROM  | GBR  | ESP  | NZL  | V | R | P | Skóre | B |
| 1. | Belgie         | ***  | 0:0A | 6:5  | 8:2  | 21:2 | 3 | 0 | 0 | 35:9  | 6 |
| 2. | Rumunsko       | 0:0A | ***  | 6:6  | 11:0 | 52:1 | 2 | 1 | 0 | 69:7  | 5 |
| 3. | Velká Británie | 5:6  | 6:6  | ***  | 8:4  | 0:0A | 1 | 1 | 1 | 19:16 | 3 |
| 4. | Španělsko      | 2:8  | 0:11 | 4:8  | ***  | 23:0 | 1 | 0 | 3 | 29:27 | 2 |
| 5. | Nový Zéland    | 2:21 | 1:52 | 0:0A | 0:23 | ***  | 0 | 0 | 3 | 3:96  | 0 |

A = v utkáních Rumunsko – Belgie 8:3 a V. Británie – Nový Zéland 26:0 byl zjištěn doping u všech čtyřech účastníků. Výsledky byly anulovány, stanoveno skóre 0:0 a žádné body se nezapočítavaly.
 Nový Zéland –  Velká Británie 0:26 (0:9, 0:9, 0:8)
16. března 1989 – Geel
 Rumunsko –  Belgie 8:3 (2:1, 2:1, 4:1)
16. března 1989 – Geel
 Španělsko –  Nový Zéland 23:0 (9:0, 11:0, 3:0)
17. března 1989 – Geel
 Velká Británie –  Rumunsko 6:6 (3:3, 0:1, 3:2)
17. března 1989 – Heist-op-den-Berg
 Belgie –  Španělsko 8:2 (2:1, 4:1, 2:0)
18. března 1989 – Geel
 Nový Zéland –  Rumunsko 1:52 (0:17, 1:17, 0:18)
19. března 1989 – Geel
 Velká Británie –  Belgie 5:6 (2:3, 1:0, 2:3)
19. března 1989 – Heist-op-den-Berg
 Rumunsko –  Španělsko 11:0 (4:0, 2:0, 5:0)
20. března 1989 – Heist-op-den-Berg
 Španělsko –  Velká Británie 4:8 (3:3, 0:1, 1:4)
21. března 1989 – Geel
 Belgie-  Nový Zéland 21:2 (5:0, 12:1, 4:1)
21. března 1989 – Geel